# Кордано, Рубен
Рубен Кордано Хустиниано (исп. Rubén Cordano Justiniano; родился 16 октября 1998 года, Санта-Крус-де-ла-Сьерра, Боливия) — боливийский футболист, вратарь клуба «Боливар» и сборной Боливии.

## Клубная карьера
Кордано — воспитанник клуба «Блуминг». 29 июня 2017 года в матче против «Стронгест» он дебютировал в боливийской Примере. 

## Международная карьера
В начале 2015 года Кордано в составе юношеской сборной Боливии принял участие в юношеском чемпионате Южной Америки в Парагвае. На турнире он сыграл в матче против команды Эквадора. 
В 2017 года Кордано в составе молодёжной сборной Боливии принял участие в молодёжном чемпионате Южной Америки в Эквадоре. На турнире он сыграл в матчах против команд Перу, Аргентины, Венесуэлы и Уругвая.
22 марта 2019 года в товарищеском матче против сборной Южной Кореи Кордано дебютировал за сборную Боливии.
В 2019 году Кордано попал в заявку на участие в Кубке Америки в Бразилии. На турнире он был запасным и на поле не вышел.